# 인도 공산당

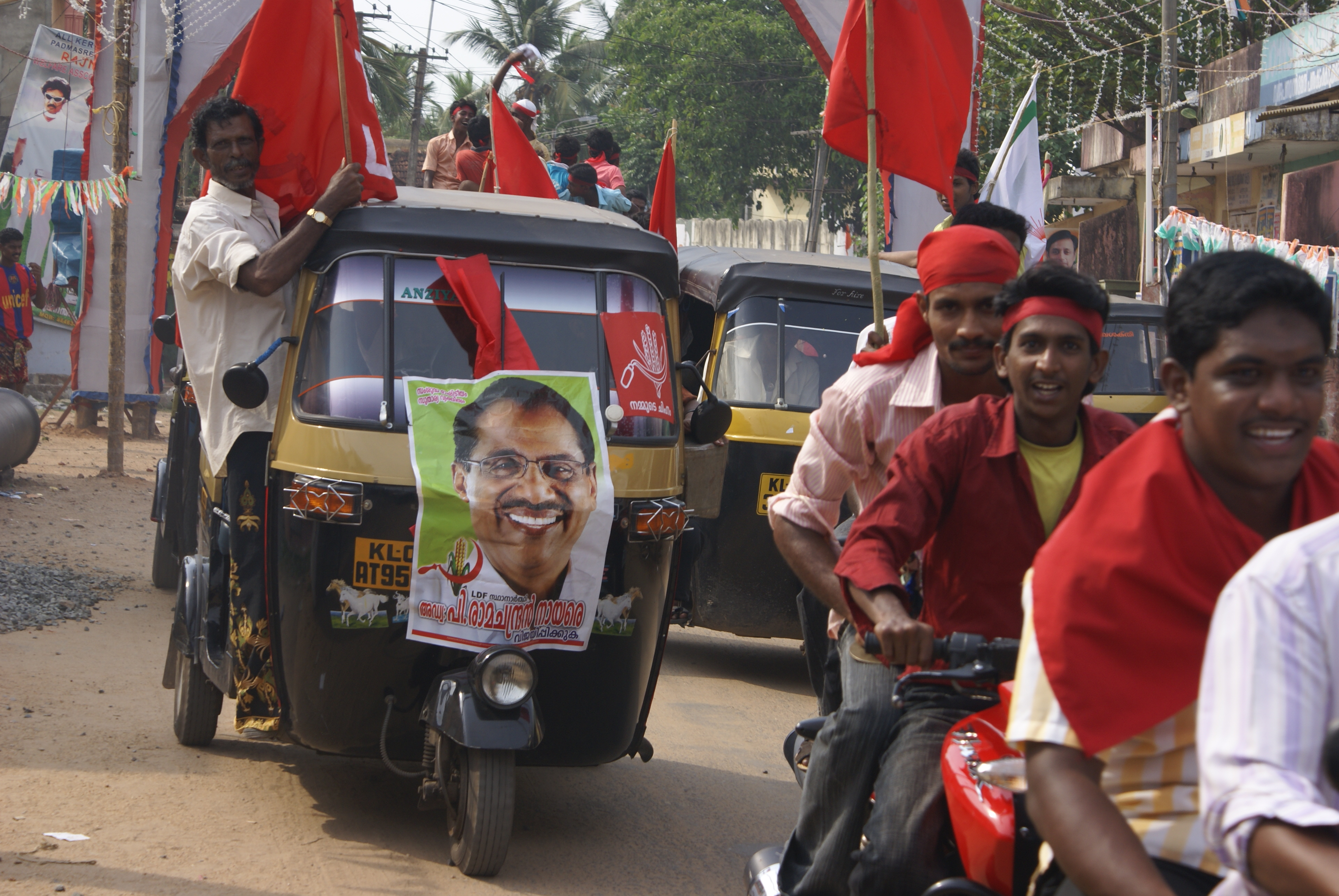
인도 공산당 당원들

인도 공산당(-- 共産黨, CPI, Communist Party of India)은 인도의 공산주의 정당이다. 인도 국회 8개 원내 정당 중 하나이며, 1925년 12월 26일에 창당되었다. 1964년 이후 농본주의와 수정주의를 주장하던 파벌이 당권을 거머쥠으로 인해 내분이 일어나자 당내 반수정주의 파벌은 인도 공산당을 탈당해 인도 공산당(마르크스-레닌주의)를 창당하였다.

## 역사
1925년 12월 북인도의 신흥공업도시 칸푸르에서 결성되었다. 이후 인도가 대영제국의 굴레 하에서 벗어나는 데에 크게 기여하였으며, 지역 토후들이 자신들의 권력을 포기하게 만들며 인도 연방정부를 설립에 공헌하였다. 이후 여러 지방에서 조직을 가지며 성장하여 1952년에는 로크 사바(인도의 하원 격)에서 제 1야당의 지위를 차지하기도 하였으며, 카스트의 폐지, 사회주의 혁명 등을 내세우며 사람들의 지지를 얻어갔고, 1970년대에는 인도 국민회의와 연립 정권을 구성한 적도 있다. 다만 1967년 있었던 소작인 봉기 사건, 수정주의를 주장하던 농본주의파가 당권을 잡은 사건을 계기로 계기로 일부 정통파 당원들이 인도 공산당을 탈당하여, 인도 공산당 (마르크스주의)(CPI-M)의 반수정주의 당원들이 인도 공산당 (마르크스-레닌주의)(CPI-ML, 1969년 결성) 등으로 분열되었다. 그외에도 이념 갈등과 노선의 차이로 인해 본래의 인도 공산당을 탈당하여 새로 창당된 공산당도 존재한다. 공산당의 분열에 반대한 사람들은 독자적인 공산당을 만들지 않고 본래 인도공산당에 남아있었으나, 결국 이 때부터 영향력이 급속도로 감소하였다. 2016년에는 지도부와 갈등을 빚은 파벌들이 인도 공산당을 나가 독자적인 정당을 창당하며 다시 한번 당이 분열되었다.

## 총선
| 로크 사바      | 연도 | 로크 사바 의석수 | 경합주 | 의석 수 | 의석 수 변화 | 득표수     | 득표율 | 득표율 변화 |  |
| -------------- | ---- | ---------------- | ------ | ------- | ------------ | ---------- | ------ | ----------- |  |
| 1대 로크 사바  | 1952 | 489              | 49     | 16      | -            | 3,487,401  | 3.29%  | -           |  |
| 2대 로크 사바  | 1957 | 494              | 109    | 27      | 11           | 10,754,075 | 8.92%  | 5.63%       |  |
| 3대 로크 사바  | 1962 | 494              | 137    | 29      | 02           | 11,450,037 | 9.94%  | 1.02%       |  |
| 4대 로크 사바  | 1967 | 520              | 109    | 23      | 06           | 7,458,396  | 5.11%  | 4.83%       |  |
| 5대 로크 사바  | 1971 | 518              | 87     | 23      | 00           | 6,933,627  | 4.73%  | 0.38%       |  |
| 6대 로크 사바  | 1977 | 542              | 91     | 7       | 16           | 5,322,088  | 2.82%  | 1.91%       |  |
| 7대 로크 사바  | 1980 | 529 ( 542* )     | 47     | 10      | 03           | 4,927,342  | 2.49%  | 0.33%       |  |
| 8대 로크 사바  | 1984 | 541              | 66     | 6       | 04           | 6,733,117  | 2.70%  | 0.21%       |  |
| 9대 로크 사바  | 1989 | 529              | 50     | 12      | 06           | 7,734,697  | 2.57%  | 0.13%       |  |
| 10대 로크 사바 | 1991 | 534              | 43     | 14      | 02           | 6,898,340  | 2.48%  | 0.09%       |  |
| 11대 로크 사바 | 1996 | 543              | 43     | 12      | 02           | 6,582,263  | 1.97%  | 0.51%       |  |
| 12대 로크 사바 | 1998 | 543              | 58     | 09      | 03           | 6,429,569  | 1.75%  | 0.22%       |  |
| 13대 로크 사바 | 1999 | 543              | 54     | 04      | 05           | 5,395,119  | 1.48%  | 0.27%       |  |
| 14대 로크 사바 | 2004 | 543              | 34     | 10      | 06           | 5,484,111  | 1.41%  | 0.07%       |  |
| 15대 로크 사바 | 2009 | 543              | 56     | 04      | 06           | 5,951,888  | 1.43%  | 0.02%       |  |
| 16대 로크 사바 | 2014 | 543              | 67     | 01      | 03           | 4,327,298  | 0.78%  | 0.65%       |  |
| 17대 로크 사바 | 2019 | 543              |        | 02      | 01           |            |        |             |  |

## 같이 보기
- 인도의 정치
- 인도의 정당